# Dénomination d'une personne en coréen

Exemple du nom Hong Gil-dong, écrit en hangeul puis en hanja.

Les noms coréens sont composés de deux parties, un nom de famille et un postnom. En général, le nom de famille est composé d'une syllabe et le postnom de deux syllabes. Il faut d'abord écrire le nom de famille, suivi du nom personnel.

## Répartition

### Nom de famille
Il y a environ deux cent cinquante noms de familles utilisés.
| Rang | Hangeul | Hanja | Romanisation               | Romanisation révisée du coréen | Utilisation en Corée du Sud | Signification |
| ---- | ------- | ----- | -------------------------- | ------------------------------ | --------------------------- | ------------- |
| 1.   | 김      | 金    | Kim                        | Gim                            | 12,8 (23 %)                 | Or            |
| 2.   | 이 (리) | 李    | Lee, Yi, Rhee, I, Ri       | I (Ri)                         | 8,7 (15 %)                  | Prune         |
| 3.   | 박      | 朴    | Park, Pak, Bak, Bakh       | Bak                            | 5,0 (9 %)                   | Magnolia      |
| 4.   | 최      | 崔    | Choi, Choe                 | Choe                           | 2,8 (5 %)                   |               |
| 5.   | 정      | 鄭    | Cheong, Chung, Jung, Jeong | Jeong                          | 2,6 (4,6 %)                 |               |
| 6.   | 강      | 姜    | Kang, Gang                 | Gang                           | 1,4 (2,4 %)                 | Gingembre     |
| 7.   | 조      | 趙    | Cho, Jo                    | Jo                             | 1,3 (2,2 %)                 | Zhao          |
| 8.   | 윤      | 尹    | Yoon, Yun                  | Yun                            | 1,2 (2,1 %)                 |               |
| 9.   | 장      | 張    | Chang, Jang                | Jang                           | 1,2 (2,1 %)                 |               |
| 10.  | 임 (림) | 林    | Lim, Im                    | Im (Rim)                       | 0,98 (1,7 %)                | Bois          |

### Noms personnels
Exemple :
- 하늘 Haneul, « ciel »
- 아름 Areum, « beauté »
- 기쁨 Kippeum, « joie »
- 이슬 Iseul, « rosée »

Certaines personnes portent un postnom composé d'une seule syllabe. C'est le cas du footballeur Kang Chul (강철), de Bang Chan (방찬) du groupe Stray Kids, de Lee Chan (이찬) du groupe Seventeen, ou de la romancière Han Kang (한강). Plus rarement, certaines personnes portent un postnom en trois syllabes : ainsi le personnage du webtoon et drama Itaewon Class, Park Sae-royi ; rôle joué par l'acteur Park Seo-joon.